# Discurs fúnebre de Pèricles

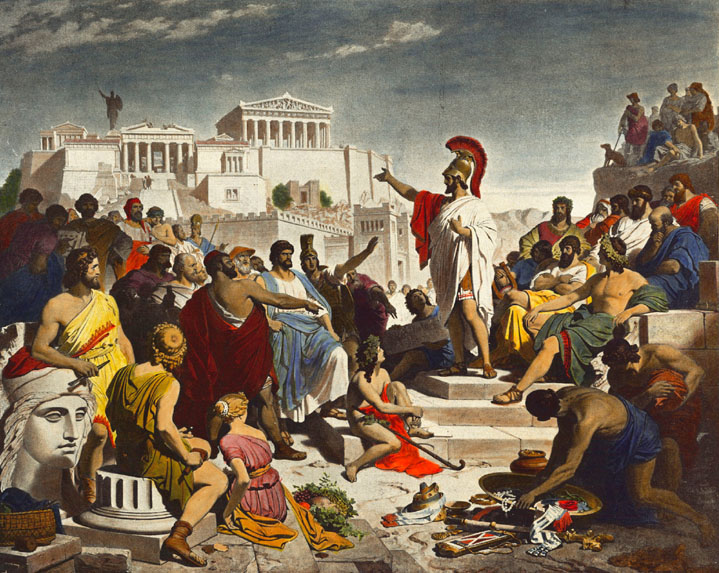
Quadre de l'Oració fúnebre de Pèricles (Perikles hält die Leichenrede) pintat per Philipp Foltz (1852)

L'Oració fúnebre de Pèricles, o Discurs fúnebre de Pèricles, és un discurs famós pronunciat per Pèricles i recollit per Tucídides al llibre Història de la Guerra del Peloponès, una de les poques fonts completes sobre la guerra entre Atenes i Esparta a la fi del segle V a. C.
El discurs és en memòria dels atenesos morts en el primer any de la Guerra del Peloponès i és considerat el document fundacional dels sistemes polítics democràtics. Es tracta d'una recreació que en feu Tucídides, segurament a partir de records imprecisos dels qui el van sentir, però resumeix a la perfecció el que ell entenia per una democràcia.

## Antecedents
La Guerra de Peloponès ha començat i els atenesos fan una cerimònia pels caiguts en la guerra. L'orador en aquesta ocasió és Pèricles i el contingut del discurs és un retrat idealitzat de la democràcia atenesa. La indicació que els atenesos van seguir aquest costum "durant el transcurs de tota la guerra" (cap. 34) permet inferir amb alt grau de probabilitat que Tucídides va compondre aquest passatge quan Atenes ja havia patit la derrota final. El discurs emfatitza el poder de la ciutat i la llibertat de què gaudeixen els ciutadans, que al seu torn viuen amb un profund respecte per l'imperi de la llei (cap. 37). Aquesta imatge idíl·lica s'esvaeix immediatament quan mostra  com la pesta va afectar en el més profund el tremp moral de la polis (ciutat) i va portar a una situació d'extrema anomia o manca total de respecte per les lleis (cap. 53).